# Bealo Pole, Stara Zagora
Bealo Pole (în bulgară Бяло Поле) este un sat în comuna Opan, regiunea Stara Zagora,  Bulgaria. 

## Demografie
Componența etnică a satului Bealo Pole
     Bulgari (90,21%)
     Romi (1,22%)
     Nicio identificare (8,56%)
     Altele (0%)
La recensământul din 2011, populația satului Bealo Pole era de 327 locuitori. Din punct de vedere etnic, majoritatea locuitorilor (90,21%) erau bulgari, cu o minoritate de romi (1,22%). Pentru 8,56% din locuitori nu este cunoscută apartenența etnică.